# Giselda Leirner
Giselda Leirner (São Paulo, 1928) es una escritora, ilustradora y artista plástica brasileña, hija de la escultora Felícia Leirner, hermana de Nelson Leirner, y madre de Sheila Leirner y Laurence Klinger. 
Asistió a cursos con grandes artistas como Emiliano Di Cavalcanti, Yolanda Mohalyi o Poty Lazarotto y a la Liga de estudiantes de arte de Nueva York y la Parson School of Design, en Nueva York. Sus obras se encuentran en museos como el Museo de Arte de São Paulo (Masp), Museo de Jerusalén, etc. 
Giselda Leirner es licenciada en Filosofía por la Universidade de São Paulo, com máster en Filosofía de la Religión.

## Libros
- A Filha de Kafka contos, Ed. Massao Hono, Brasil (trad. fr. de Monique Le Moing :La Fille de Kafka, Ed. Joelle  Loesfeld , Gallimard)
- Nas Aguas do mesmo Rio, Ateliê Editora,  Brasil
- O Nono Mês, Brasil

- Datos: Q3107764